# نيكولاس هيلمان
نيكولاس هيلمان (20 أبريل 1903 - 4 يناير 1945) قائدًا رفيع المستوى في فافن إس إس خلال الحرب العالمية الثانية. وقد حصل على وسام الفارس الصليبي الحديدي لألمانيا النازية .
ولد هيلمان عام 1903، وانضم إلى قوة الشرطة عام 1925. في مايو 1939 انضم إلى SS (رقم 327324) وفي بداية الحرب العالمية الثانية، تم نشره في فرقة إس إس الشرطة وخدم أثناء احتلال فرنسا والدول المنخفضة. في يونيو 1943، تمت ترقيته إلى شتاندارتن فوهرر وعين رئيسًا للأركان في فيلق بانزر الرابع الذي تم نقل جميع موظفيه إلى فيلق الجيش السادس.
وظل في أركان الجيش حتى فبراير 1944 عندما تم إعطاؤه قيادة الفرقة فرقة فافن غرينادير الخامسة عشر التابعة لقوات الأمن الخاصة (اللاتفية الأولى) وتم ترقيته إلى أوبرفورر. تم نقله لقيادة فرقة فافن غرينادين إس إس الرابعة عشر (الجاليكية الأولى) في أغسطس 1944، عندما أصيب. عاد لقيادة SS 15 في يناير 1945. قتل في العمل في 4 يناير 1945 وتمت ترقيته بعد وفاته إلى رتبة بريغيجاديه فوهرر.

## الجوائز
- وسام الفارس الصليبي الحديدي في 23 أغسطس 1944 بصفته إس إس- أوبرفورر وقائد الفرقة 15 Waffen-Grenadier من SS [1]

### اقتباسات
1. ↑  Scherzer 2007.

## قائمة المراجع
- Scherzer, Veit (2007). Die Ritterkreuzträger 1939–1945 Die Inhaber des Ritterkreuzes des Eisernen Kreuzes 1939 von Heer, Luftwaffe, Kriegsmarine, Waffen-SS, Volkssturm sowie mit Deutschland verbündeter Streitkräfte nach den Unterlagen des Bundesarchives [The Knight's Cross Bearers 1939–1945 The Holders of the Knight's Cross of the Iron Cross 1939 by Army, Air Force, Navy, Waffen-SS, Volkssturm and Allied Forces with Germany According to the Documents of the Federal Archives] (بالألمانية). Jena, Germany: Scherzers Militaer-Verlag. ISBN:978-3-938845-17-2.